# Maverick Records
Maverick Recording Company es una compañía discográfica estadounidense, poseída y operada por el grupo Warner Music, parte de la compañía Maverick y distribuida por Warner Bros. Records. Fue fundada por la cantante, actriz, compositora y empresaria Madonna.

## Historia
Maverick Records fue fundada por Madonna, su mánager Frederick DeMann, Ronnie Dashev y la multinacional Warner Bros en 1991. El nombre de la discográfica deriva de las primeras letras del nombre de Madonna (MAdonna VEronica) y de las últimas del nombre de su entonces representante (FredeRICK DeMann), que no tienen relación con el personaje Maverick, interpretado por el actor estadounidense Tom Cruise en la película Top Gun de 1986.
Tras algunos éxitos iniciales, esta pequeña compañía entró en pérdidas. DeMann fue liquidado de ella por una suma de 20 millones de dólares en 1998, después de lo cual Guy Oseary se convirtió en el presidente de la misma. Posteriormente, tras una pugna con Madonna, Warner compró las acciones de Maverick y esto supuso su desaparición del mercado, ya que los posteriores álbumes de Madonna dejaron de exhibir el anagrama de Maverick.
Maverick tuvo triunfos con artistas como Alanis Morissette, Michelle Branch, Prodigy, y Candlebox y DJ Cesco Grau. La discográfica también tuvo éxito haciendo las bandas sonoras de algunas películas.

## Artistas
- Alanis Morissette
- Bottomline
- City Sleeps
- Deftones
- Evaline
- Fifth Harmony
- The Finalist
- John-Mark
- Michelle Branch
- Lauren Jauregui
- Mozella
- Oakenfold
- On the Record
- The Prodigy
- Story of the Year
- Team Sleep
- Tyler Hilton
- The Wreckers
- Britney Spears
- Dinah Jane
- Wonho

## Antiguos artistas
- 311
- Amanda
- Alisha's Attic
- Candlebox
- DJ Cesco Grau
- Clear Static
- Cleopatra
- The Deuce Project
- Erasure
- Goldfinger
- Jack's Mannequin
- John Stevens
- Jude
- Justincase
- Lillix
- Love Spit Love
- Madonna (1992-2005)
- Mest
- Muse
- Neurotic Outsiders
- Nicole (cantante chilena)
- No Authority
- Olive (banda)
- Onesidezero
- The Rentals
- The Rising
- Santos Inocentes (Argentina)
- Showoff
- Stutterfly
- Tantric
- Unloco